# فيتامين ب2
الريبوفلافين (بالإنجليزية: Riboflavin)‏، المعروف أيضا باسم فيتامين بي2، هو فيتامين موجود في الطعام ويباع كمكمل غذائي. إنه ضروري لتكوين اثنين من الإنزيمات المساعدة الرئيسية، أحادي نوكليوتيد الفلافين وفلافين أدينين ثنائي النوكليوتيد. تشارك هذه الإنزيمات المساعدة في استقلاب الطاقة، التنفس الخلوي، إنتاج الأجسام المضادة، فضلا عن النمو والتطور الطبيعيين. الإنزيمات المساعدة مطلوبة أيضا لاستقلاب النياسين، فيتامين بي6، والفولات. يوصف الريبوفلافين لعلاج ترقق القرنية، ويؤخذ عن طريق الفم، وقد يقلل من حدوث الصداع النصفي لدى البالغين.
نقص الريبوفلافين نادر الحدوث وعادة ما يكون مصحوبا بنقص الفيتامينات والمواد المغذية الأخرى. يمكن الوقاية منه أو علاجه عن طريق المكملات الغذائية عن طريق الفم أو عن طريق الحقن. كفيتامين قابل للذوبان في الماء، لا يتم تخزين أي ريبوفلافين يستهلك بما يزيد عن المتطلبات الغذائية؛ إما لا يتم امتصاصه أو امتصاصه ويفرز بسرعة في البول، مما يتسبب في أن يكون للبول صبغة صفراء زاهية. تشمل المصادر الطبيعية للريبوفلافين اللحوم، الأسماك، الطيور، البيض، منتجات الألبان، الخضروات الخضراء، الفطر واللوز. تتطلب بعض البلدان إضافته إلى الحبوب.
تم اكتشاف الريبوفلافين في عام 1920، وعزله في عام 1933، وتم تصنيعه لأول مرة في عام 1935. في شكله المنقى والصلب، هو مسحوق بلوري أصفر برتقالي قابل للذوبان في الماء. بالإضافة إلى وظيفته كفيتامين، يتم استخدامه كعامل تلوين غذائي. يحدث التخليق الحيوي في البكتيريا والفطريات والنباتات، ولكن ليس الحيوانات.

## أهميته
الريبوفلافين ضروري لتشكيل اثنين من الإنزيمات المساعدة الرئيسية، أحادي نوكليوتيد الفلافين وفلافين أدينين ثنائي النوكليوتيد. تشارك هذه الإنزيمات المساعدة في استقلاب الطاقة، التنفس الخلوي، إنتاج الأجسام المضادة، فضلا عن النمو والتطور الطبيعيين. الريبوفلافين ضروري لاستقلاب الكربوهيدرات، البروتين، والدهون. كما يُعد الرايبوفلافين مهمًا في عملية التنفس الخلوي، ويحافط على سلامة الأغشية المخاطية للبشرة والعيون. يساهم فلافين أدينين ثنائي النوكليوتيد في تحويل التريبتوفان إلى النياسين (فيتامين بي3) وتحويل فيتامين بي6 إلى أنزيم بيريدوكسال 5'-فوسفات يتطلب أحادي نوكليوتيد الفلافين.
يبدو أن نقص الريبوفلافين يضعف استقلاب المعدن الغذائي، الحديد، وهو أمر ضروري لإنتاج الهيموجلوبين وخلايا الدم الحمراء. يؤدي تخفيف نقص الريبوفلافين لدى الأشخاص الذين يعانون من نقص في كل من الريبوفلافين والحديد إلى تحسين فعالية مكملات الحديد لعلاج فقر الدم الناجم عن عوز الحديد.

## أعراض نقص فيتامين بي2

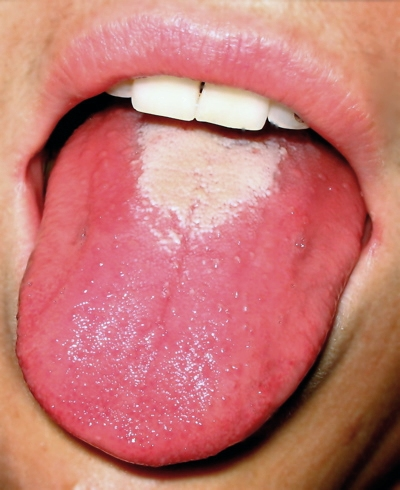
التهاب اللسان

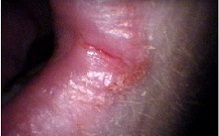
التهاب الفم الزاوي